# Fatima Moreira de Melo
Fatima Moreira de Melo (Róterdam, 4 de julio de 1978) es una jugadora de hockey sobre hierba y modelo neerlandesa. Ha jugado 191 partidos internacionales con el equipo neerlandés de hockey, donde ha marcado 30 veces. 
En 2006, junto con su equipo, ganó el Campeonato Mundial y en 2007 el Trofeo de Campeones. En los Juegos Olímpicos de Pekín de 2008 ganó la medalla de oro contra China (2-0).
Además de su afición al hockey también estudió Derecho y obtuvo su maestría de derecho en 2006. Ha presentado varios programas locales e internacionales de televisión y también tiene una carrera como cantante. Ella fue quién cantó el tema musical de la Federación Internacional de Hockey en la clausura de 2001 para la Copa del Mundo Masculina de Hockey, celebrada en Edimburgo. Su padre es un diplomático de nacionalidad neerlandesa originario de Portugal, y su actual pareja es el jugador de tenis Raemon Sluiter. En diciembre de 2006, Moreira fue nombrada deportista del año de Róterdam y se convirtió en el nuevo rostro de los anuncios de televisión de Rabobank. También ha posado para las revistas Playboy y Maxim.
Fatima también es integrante del Equipo PokerStars SportStars representando a su país en los mayores eventos de poker en línea y en vivo, jugando en línea bajo el pseudónimo "FatimaDeMelo".